# Récit (clavier)
Pour les articles homonymes, voir Récit (homonymie).

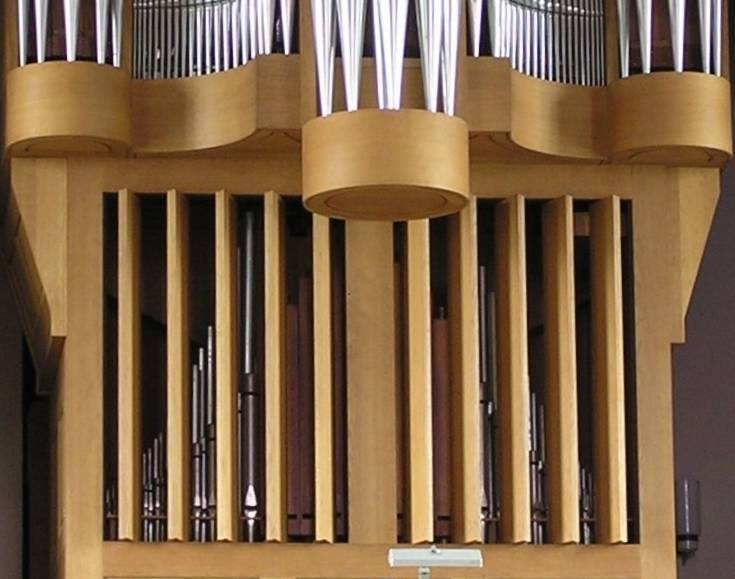
Le récit d'une orgue

Le clavier de récit ou récit en abrégé est un des trois claviers historiques de l'orgue, généralement placé en troisième position.

## Cornet récitatif
Dans l'orgue classique français (période baroque) et comme son nom l'indique, le récit est destiné au récit soliste. On l'appelle d'abord cornet récitant ou récitatif car il ne sert qu'au cornet, seul jeu de ce clavier. Souvent le récit est un clavier incomplet ne débutant qu'au troisième ut et ne couvrant donc que les deux ou trois octaves de la partie soprano du clavier qu'on appelle traditionnellement le « dessus ». La précision est parfois donnée dans sa dénomination et le clavier peut s'appeler « dessus de récit ». Il ne comporte que très peu de registres, généralement un cornet, une trompette et parfois un bourdon et une flûte.
Dans l'orgue symphonique et néoclassique, le récit devient un clavier très important. Il couvre désormais la même étendue que le clavier de grand orgue et le clavier de positif. Il occupe toujours la troisième place. C'est le positif qui devient un clavier moins important et dans l'orgue à deux claviers, c'est toujours un récit que l'on place au-dessus du clavier de grand orgue dans le cas des orgues à 2 ou 3 claviers.

## Récit expressif
On enferme désormais sa tuyauterie dans une grande armoire garnie de jalousies pivotantes que l'on peut ouvrir et fermer à l'aide d'une pédale dite « d'expression ». Cette armoire porte le nom de « boîte expressive » et le clavier est alors nommé « récit expressif » à la console. L'organiste peut ainsi moduler la puissance de l'instrument et donner un effet d'éloignement ou de rapprochement très apprécié aussi bien dans la musique romantique que dans la musique symphonique, néo-classique, etc.
C'est le facteur d'orgues Cavaillé-Coll qui va donner au Récit ses lettres de noblesse en y installant des jeux particulièrement typés qui, couplés aux effets de l'expressivité, vont devenir une norme. On appellera désormais ces jeux les « jeux du récit » parce qu'on s'attend naturellement à les trouver placés au récit dès que l'on touche un orgue romantique ou symphonique.
Ces jeux sont généralement la gambe et viole de gambe (registres muets), la voix céleste, la voix humaine, le hautbois, la famille des jeux octaviants et une batterie d'anche puissante (bombarde, trompette, clairon). Il est peu usité d'y trouver des principaux, mais on y place souvent des flûtes. Le récit est presque toujours pourvu d'un tremblant appelé trémolo.